# 朱瑾 (唐朝)
朱瑾（867年—918年），唐末軍事人物，天平節度使朱瑄從弟，善槊，壯武勇猛，兖州泰寧軍节度使齐克让頗愛之，瑾遂假意要娶齐氏之女，卻趁機突擊齐氏而驅逐之，自為泰寧節度使。後為朱溫所敗，奔楊行密。後因徐溫之子徐知訓辱瑾，瑾怒，殺知訓。徐溫發兵迫之，遂自刎死。

## 簡介
最初朱溫戰秦宗權，兵少，戰時，向兗州（今山東兗州）的朱瑾求助。朱瑾出兵，在汴州北面孝村一戰取勝，秦敗。
景福二年（893年）二月，時溥困於朱全忠大軍，向兗州節度使朱瑾求援。朱瑾發兵二萬救徐州，朱溫大將霍存立即發起攻勢，並與朱溫子朱友裕在彭城附近的石佛山下合擊，大敗朱瑾軍，朱瑾逃回兗州，朱友裕放棄不追。
乾寧四年（897年）朱瑾从兄天平節度使朱瑄被朱溫所殺，朱瑾出城求粮时，其子朱用贞和大将康怀贞以兖州降朱温，朱瑾奔海州，刺史尹处宾不纳，又奔沂州，为朱温追兵所逼，遂与沂州刺史朱用芝等与河东节度使李克用派出支援朱瑄及朱瑾的將領史俨、李承嗣逃奔楊行密，楊行密任命朱瑾為行營副都統、平卢军节度使、同中书门下平章事。朱溫軍抓到朱瑾妻孥，送往鄆城。瑾妻饒有姿色，朱溫想佔為己有，為朱妻張氏所阻，入寺為尼。朱瑾后续娶陶雅女。
楊行密死後，楊隆演繼位，以瑾为同平章事，仍督亲军。此時徐溫、徐知训父子专权。徐知訓夜遣壯士刺殺朱瑾。朱瑾武藝絕倫，手刃數人，埋在屋後秘而不宣。後梁貞明四年（918年）六月，出瑾为淮宁军节度使。徐知訓驕倨淫暴，想要取得朱瑾的女侍，不久與朱瑾衝突，為瑾手刃，朱瑾拿着人头去见杨隆演，楊隆演不敢究。徐溫的將領出討朱瑾，朱瑾回頭告訴追者曰：“吾為萬人除害，以一身任患。”遂自剄。妻陶氏也被处死。
徐温暴朱瑾尸于廣陵北門，時屬盛夏，屍身卻无蝇蛆，朱瑾舊部偷偷地將朱瑾安葬。當時百姓為瘧疾所苦，百姓從朱瑾墓上取土，以水服下，立即痊癒。百姓添上新土謝神，結果朱瑾的墳墓越堆越高。徐温令投之于雷公塘。後來徐温疾甚，夢見朱瑾披发引箭要射他。徐溫用漁網捞上朱瑾遗骨，將他礼葬，立祠以祭之。

## 延伸阅读
[在维基数据编辑]
 《舊五代史/卷13》，出自薛居正《舊五代史》